# 1817
1817 (MDCCCXVII) fue un año común comenzado en miércoles según el calendario gregoriano.

## Acontecimientos

### Enero
- 3 de enero: a orillas del arroyo Arapey (actual Uruguay) ―en el marco de la invasión lusobrasileña de 1816― 600 soldados portugueses y brasileños (liderados por José de Abreu) atacan por sorpresa el campamento de José Gervasio Artigas (líder de la Liga Federal) y obligan a los soldados a retirarse precipitadamente, con fuertes pérdidas en hombres y la totalidad de su caballada. (Batalla de Arapey).
- 4 de enero: en el arroyo Catalán (actual Uruguay) ―en el marco de la invasión lusobrasileña a las Provincias Unidas del Río de la Plata (actuales Argentina, Bolivia y Uruguay)―, los portugueses vencen a las fuerzas del general José Gervasio Artigas en la batalla del Catalán.
- 9 de enero: en Argentina, el primer contingente del Ejército Libertador de Chile (al mando del coronel Juan Manuel Cabot) deja la villa de Mendoza rumbo a la cordillera de los Andes, para cruzar a la provincia de Coquimbo Chile
- 16 de enero: en la provincia de Holguín (isla de Cuba) se funda la aldea de Gibara.
- 17 de enero: en Lérida (en la actual Colombia) los españoles fusilan a la ciudadana Anselma Leyton (23 años) por su participación en las luchas por la independencia.
- 17 de enero: en la provincia de Mendoza (Argentina), 4000 soldados al mando del general José de San Martín inician el cruce de la cordillera de los Andes para rebelarse contra las autoridades españolas.
- 18 de enero: Manuel Piar es derrotado en la batalla de Angostura.

### Febrero
- 12 de febrero: al pie del lado chileno de la cordillera de los Andes, las tropas patriotas chilenas y argentinas, al mando del general José de San Martín, vencen a los españoles en la batalla de Chacabuco.
- 16 de febrero: en Santiago de Chile, Bernardo O'Higgins es proclamado Director Supremo de la Nación.
- 26 de febrero: en Chile aparece La Gaceta del Supremo Gobierno de Chile, primera publicación nacional después de la independencia.

### Marzo
- 3 de marzo: El Territorio de Misisipi se divide en dos creándose con una de las mitades el Territorio de Alabama.
- 4 de marzo: James Monroe toma posesión del cargo de Presidente de Estados Unidos.
- 6 de marzo: En Recife, Brasil, inicia la Revolución Pernambucana dirigida por Domingo Martins.
- 8 de marzo: Creación de la Bolsa de Nueva York.
- 10 de marzo: en San Juan de los Lagos (México), los soldados españoles matan al joven Luis Moreno (15) ante su madre, Rita Pérez de Moreno (la esposa del caudillo Pedro Moreno).

### Abril
- 3 de abril: La Princesa Caraboo aparece en Inglaterra.
- 11 de abril: En el marco de la Campaña de Guayana, Manuel Piar derrota a los realistas españoles en la Batalla de San Félix.
- 15 de abril: El general español Francisco Xavier Mina desembarca en Soto la Marina en la Nueva España para apoyar al ejército insurgente.
- 17 de abril: Martin Van Buren consigue la aprobación en el Congreso de un fondo para financiar el Canal Erie.
- 28 de abril: Se firma el Tratado de Rush-Bagot entre Estados Unidos e Inglaterra para desmilitarizar los Grandes Lagos.

### Mayo
- 8 de mayo: Santiago Mariño convoca al Congreso de Cariaco en el que intenta restarle autoridad a Bolívar.

### Junio
- 12 de junio: en la ciudad de Karlsruhe (a 15 km de la frontera con Francia), el barón Karl Drais presenta públicamente la draisiana, considerada la primera bicicleta.
- 13 de junio: en Soto la Marina (actual México) ―en el marco de la guerra de independencia, los españoles apresan a fray Servando Teresa de Mier.
- 24 de junio: en el Fuerte del Sombrero (México), el general español Xavier Mina se une al insurgente mexicano Pedro Moreno. Se crea el primer campo militar mexicano (actual campo militar n.º 1 en Naucalpan de Juárez.

### Julio
- 2 de julio: en la villa de Apóstoles (en la provincia argentina de Misiones) ―en el marco de la invasión lusobrasileña―, los argentinos (liderados por el guaraní Andresito Guasurarí y Artigas) vencen a los portugueses (liderados por el carioca Francisco das Chagas Santos) en la batalla de Apóstoles.
- 4 de julio: comienza la construcción del canal Erie.
- 4 de julio: Un terremoto de 7,0 sacude la provincia argentina de Santiago del Estero.
- 8 de julio: Simón Bolívar derrota a Miguel de la Torre en la campaña de Guayana y conquista este territorio para los rebeldes.
- 9 de julio: Hipólito Bouchard, gracias al armador y abogado Vicente Anastasio Echevarría, se hizo a la mar con título de corso por dos años en la fragata "La Argentina" (anteriormente "Consecuencia") desde la Ensenada de Barragán con 240 hombres, llevando entre sus papeles varias copias de la declaración de la Independencia Argentina. Primer barco en dar la vuelta al mundo con la bandera Argentina.
- 14 de julio: el general español Pablo Morillo, al mando de una expedición punitiva contra los independentistas,  invade la isla Margarita (Venezuela).
- 18 de julio: en Winchester (Inglaterra) muere la novelista Jane Austen.
- 31 de julio: en Venezuela, Pablo Morillo es derrotado en la batalla de Matasiete cerca de La Asunción, isla de Margarita

### Agosto
- 1 de agosto: cerca de Lagos de Moreno, los insurgentes mexicanos Francisco Xavier Mina y Pedro Moreno son sitiados por las tropas españolas en el Fuerte del Sombrero.
- 8 de agosto: en Venezuela, el general español Pablo Morillo junto con 2.000 soldados realistas atacó Juan Griego.
- 17 de agosto: en Venezuela, Pablo Morillo se retira de la isla Margarita presionado por los triunfos de Simón Bolívar en Guayana.

### Septiembre
- 7 de septiembre: en África, el reino Ashanti y el Imperio británico firman un Tratado de amistad.
- 28 de septiembre: Simón Bolívar manda prender a Manuel Piar, su general más allegado, bajo el cargo de conspiración.

### Octubre
- 15 de octubre: en Venezuela, Simón Bolívar instala su cuartel general en la Angostura.
- 27 de octubre: los insurgentes mexicanos Francisco Xavier Mina y Pedro Moreno son derrotados por las tropas realistas en el rancho El Venadito.
- 30 de octubre: desde México, los españoles envían prisionero hacia España a fray Servando Teresa de Mier.

### Noviembre

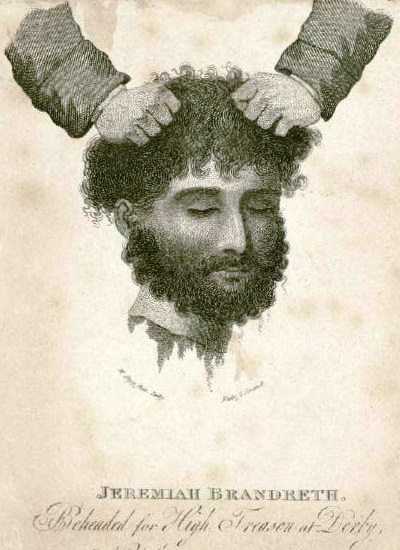
Un verdugo británico sostiene la cabeza del dirigente obrero Jeremiah Brandreth.

- 7 de noviembre: en la villa de Derby (en el centro de Inglaterra) ―en el marco de la Revolución industrial―, el dirigente obrero Jeremiah Brandreth (27), es ahorcado y luego decapitado en la plaza del pueblo. Por primera vez en la Historia de ese país, el populacho no chilla de alegría cuando le muestran la cabeza del ejecutado.
- 14 de noviembre: en Santafé de Bogotá (Colombia), es fusilada Policarpa Salavarrieta, partícipe de la rebelión independentista en Colombia, a manos del régimen de Pablo Morillo durante la Reconquista de Colombia.
- 20 de noviembre: Estados Unidos conquista Florida Oriental, dando comienzo a la Primera Guerra Semínola.

### Diciembre
- 5 y 6 de diciembre: en Chile fracasa el ejército chileno-argentino en el sitio y asalto de la ciudad de Talcahuano.
- 10 de diciembre: en Estados Unidos, el Territorio de Misisipi es admitida como el vigésimo estado de ese país.

### Sin fecha
- España: el rey abole la trata de negros.

## Arte y literatura
- 31 de diciembre: Walter Scott publica Rob Roy.
- Hegel: Enciclopedia de las ciencias filosóficas.

## Ciencia y tecnología
- Henri Blainville describe por primera vez el zifio de Blainville (Mesoplodon densirostris).
- Blainville describe por primera vez el delfín rosado (Inia geoffrensis).
- el barón Karl Drais, inventor alemán nacido en 1785,crea el velocipedo ( hoy se conoce como bicicleta ) Su rudimentario artefacto, creado alrededor de 1817, se impulsaba apoyando los pies alternativamente sobre el suelo.

## Nacimientos

### Febrero
- 1 de febrero: Ezequiel Zamora, político y militar venezolano, comandante en la Guerra Federal.
- 8 de febrero: Richard S. Ewell, militar confederado estadounidense.
- 17 de febrero: Guillermo III, rey neerlandés.
- 21 de febrero: José Zorrilla, poeta y dramaturgo español (f. 1893).

### Marzo
- 9 de marzo: Francisco del Rosario Sánchez, abogado, político y activista dominicano. Padre de la Patria (f. 1861).
- 22 de marzo: Braxton Bragg, general confederado estadounidense (f. 1876).

### Mayo
- 18 de mayo: Joaquín José Cervino, poeta valenciano (f. 1883).
- 24 de mayo: Manuelita Rosas, política argentina, hija de Juan Manuel de Rosas (f. 1898).

### Junio
- 3 de junio: Paulina von Mallinckrodt, religiosa alemana (f. 1881)
- 24 de junio: Adolfo de Nassau-Weilburg, aristócrata luxemburgués.
- 26 de junio: Branwell Brontë escritor y pintor inglés (f. 1848).
- 30 de junio: Joseph Dalton Hooker botánico y viajero británico (f. 1911).

### Julio
- 12 de julio: Henry David Thoreau, escritor estadounidense (f. 1862).

### Agosto
- 25 de agosto: María Eugenia de Jesús, religiosa católica francesa (f. 1898).

### Septiembre
- 24 de septiembre: Ramón de Campoamor, poeta asturiano (f. 1901).

### Noviembre
- 12 de noviembre: Bahá'u'lláh, religioso iraní (f. 1892).
- 30 de noviembre: Theodor Mommsen, alemán premio Nobel de Literatura (f. 1903).

### Diciembre
- 2 de diciembre: José Mármol, escritor argentino (f. 1871).
- 13 de diciembre: Pedro Fernández Madrid, político, escritor y educador colombiano (f. 1875).

### Fechas desconocidas
- Lucio Dueñas, religioso y líder guerrillero (f. 1900).

## Fallecimientos

### Enero
- 1 de enero: Martin Heinrich Klaproth, químico alemán (n. 1743).

### Abril
- 4 de abril: André Masséna, militar francés (n. 1758).

### Mayo
- 24 de mayo: Juan Meléndez Valdés, político y poeta español (n. 1754).

### Junio
- 4 de junio: Jorge Farragut, marino y combatiente por la Independencia de Estados Unidos.

### Julio
- 14 de julio: Madame de Staël, escritora francesa (n. 1766).
- 18 de julio: Jane Austen, escritora británica (n. 1775).
- 20 de julio: Jean Baptiste Antoine Suard, escritor francés (n. 1733).

### Agosto
- 7 de agosto: Pierre Samuel du Pont de Nemours, empresario y economista francés (n. 1739).

### Octubre
- 16 de octubre: Nikolaus Joseph von Jacquin, médico, biólogo y botánico neerlandés (n. 1727).
- 16 de octubre: Manuel Piar, militar venezolano.

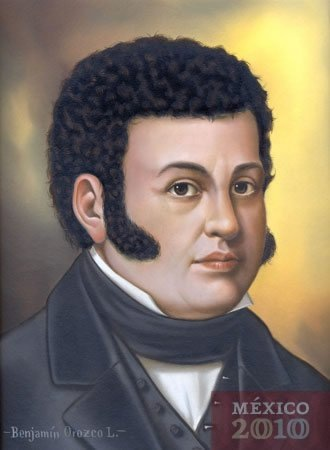
Pedro Moreno.

- 27 de octubre: Pedro Moreno, caudillo independentista mexicano, esposo de Rita Pérez (n. 1775).

### Noviembre
- 11 de noviembre: Francisco Javier Mina Larrea, militar español (n. 1789).
- 14 de noviembre: Policarpa Salavarrieta, heroína de la independencia colombiana (n. 1795).